# TVB Pearl
TVB Pearl est l'une des deux télévisions libres de Hong Kong. Elles émet principalement des programmes en anglais.
Créé le 19 novembre 1967, TVB Pearl diffuse gratuitement à plus de 2,1 millions de foyers à Hong Kong. Le canal est exploité par la télévision Broadcasts Limited ou TVB, avec sa chaîne sœur Jade TVB,,. En 1991, TVB Pearl a commencé à diffuser en NICAM, un système de modulation audio numérique qui offre une installation stéréo ou transmission audio bilingues ou trilingues. (Pour la contrepartie numérique, plusieurs flux AC-3 sont transmis dans le même but.) Avec un téléviseur compatible, le téléspectateur peut recevoir  l'audio dans son choix de  langue; généralement, l'anglais et le cantonais.  Des sous-titres  en chinois sont disponibles sur la plupart des programmes après 18h20.
Depuis l'année scolaire 2002/2003, TVB Pearl est en  partenariat avec SCOLAR ( Comité permanent de l'enseignement des langues et de la Recherche) dans un projet pilote visant à promouvoir l'enseignement des langues à Hong Kong. 
TVB Pearl a reçu plusieurs prix  ; le reportage Outsider a gagné le  Hong Kong Human Rights Press Awards, (Prix Hong Kong des droits de l'homme dans la presse en  2002 co-organisé par le Club des correspondants étrangers, Amnesty International Hong Kong et l'Association des journalistes de Hong Kong. Pendant les olympiques de 2008, TVB Pearl a reçu la médaille de bronze (station et production d'image) dans les Festivals de New York.